# Saison 2017-2018 du Heat de Miami
La saison 2017-2018 du Heat de Miami est la 30e saison de la franchise en NBA.

## Draft
| Tour | Choix | Joueur         | Poste | Nationalité | Provenance           |
| ---- | ----- | -------------- | ----- | ----------- | -------------------- |
| 1    | 14    | Edrice Adebayo | PF    | États-Unis  | Wildcats du Kentucky |

## Matchs

### Summer League
| Summer League Total: 0-5 |

| Match | Date match  | Équipe    | Score         | Meilleur marqueur   | Meilleur rebondeur  | Meilleur passeur     | Lieux        | Série |
| ----- | ----------- | --------- | ------------- | ------------------- | ------------------- | -------------------- | ------------ | ----- |
| 1     | 1er juillet | Charlotte | D 67-74       | Okaro White (20)    | Edrice Adebayo (10) | London Perrantes (4) | Amway Center | 0 - 1 |
| 2     | 2 juillet   | Orlando   | D 68-81       | Okaro White (16)    | Edrice Adebayo (9)  | London Perrantes (8) | Amway Center | 0 - 2 |
| 3     | 3 juillet   | Indiana   | D 83-86       | Edrice Adebayo (29) | Edrice Adebayo (11) | Jake Odum (7)        | Amway Center | 0 - 3 |
| 4     | 4 juillet   | Détroit   | D 71-73 (2OT) | Okaro White (29)    | Zach Auguste (12)   | London Perrantes (4) | Amway Center | 0 - 4 |
| 5     | 6 juillet   | New York  | D 72-91       | Matt Williams (14)  | Okaro White (12)    | Gian Clavell (4)     | Amway Center | 0 - 5 |

### Pré-saison
| Pré-saison Total: 3-3 (Domicile : 3-0 ; Extérieur : 0-3) |

| Match | Date match  | Équipe         | Score     | Meilleur marqueur        | Meilleur rebondeur     | Meilleur passeur    | Lieux Spectateurs       | Série |
| ----- | ----------- | -------------- | --------- | ------------------------ | ---------------------- | ------------------- | ----------------------- | ----- |
| 1     | 1er octobre | Atlanta        | V 96-90   | Tyler Johnson (14)       | Hassan Whiteside (11)  | Kelly Olynyk (5)    | American Airlines Arena | 1 - 0 |
| 2     | 5 octobre   | @ Brooklyn     | D 88-107  | Tyler Johnson (21)       | Whiteside, Johnson (9) | Josh Richardson (4) | Barclays Center         | 1 - 1 |
| 3     | 7 octobre   | @ Orlando      | D 90-93   | Josh Richardson (19)     | Hassan Whiteside (15)  | Trois joueurs (4)   | Amway Center            | 1 - 2 |
| 4     | 9 octobre   | Charlotte      | V 109-106 | Richardson, Johnson (18) | Kelly Olynyk (12)      | Dion Waiters (8)    | American Airlines Arena | 2 - 2 |
| 5     | 11 octobre  | Washington     | V 117-115 | Edrice Adebayo (15)      | Olynyk, Winslow (7)    | Justise Winslow (9) | American Airlines Arena | 3 - 2 |
| 6     | 13 octobre  | @ Philadelphie | D 95-119  | Trois joueurs (13)       | Jordan Mickey (10)     | Derrick Walton (6)  | Sprint Center           | 3 - 3 |

### Saison régulière
| Saison régulière Total: 44-38 (Domicile : 26-15 ; Extérieur : 18-23) |

| Match | Date match | Équipe      | Score          | Meilleur marqueur     | Meilleur rebondeur    | Meilleur passeur  | Lieux                   | Série |
| ----- | ---------- | ----------- | -------------- | --------------------- | --------------------- | ----------------- | ----------------------- | ----- |
| 1     | 18 octobre | @ Orlando   | D 109-116      | Hassan Whiteside (26) | Hassan Whiteside (22) | James Johnson (8) | Amway Center            | 0 - 1 |
| 2     | 21 octobre | Indiana     | V 112-108      | Goran Dragić (23)     | Kelly Olynyk (9)      | James Johnson (8) | American Airlines Arena | 1 - 1 |
| 3     | 23 octobre | Atlanta     | V 104-93       | Josh Richardson (21)  | Kelly Olynyk (10)     | Goran Dragić (6)  | American Airlines Arena | 2 - 1 |
| 4     | 25 octobre | San Antonio | D 100-117      | Tyler Johnson (23)    | James Johnson (9)     | Dion Waiters (5)  | American Airlines Arena | 2 - 2 |
| 5     | 28 octobre | Boston      | D 90-96        | Goran Dragić (22)     | Justise Winslow (12)  | Goran Dragić (4)  | American Airlines Arena | 2 - 3 |
| 6     | 30 octobre | Minnesota   | D 122-125 (OT) | Dion Waiters (33)     | Edrice Adebayo (13)   | Goran Dragić (5)  | American Airlines Arena | 2 - 4 |

| Match | Date match   | Équipe          | Score     | Meilleur marqueur     | Meilleur rebondeur    | Meilleur passeur     | Lieux                      | Série   |
| ----- | ------------ | --------------- | --------- | --------------------- | --------------------- | -------------------- | -------------------------- | ------- |
| 7     | 1er novembre | Chicago         | V 97-91   | Goran Dragić (20)     | Hassan Whiteside (14) | Dion Waiters (7)     | American Airlines Arena    | 3 - 4   |
| 8     | 3 novembre   | @ Denver        | D 94-95   | Goran Dragić (23)     | James Johnson (10)    | Goran Dragić (7)     | Pepsi Center               | 3 - 5   |
| 9     | 5 novembre   | @ L.A. Clippers | V 104-101 | Hassan Whiteside (21) | Hassan Whiteside (17) | Goran Dragić (6)     | Staples Center             | 4 - 5   |
| 10    | 6 novembre   | @ Golden State  | D 80-97   | James Johnson (21)    | James Johnson (9)     | James Johnson (6)    | Oracle Arena               | 4 - 6   |
| 11    | 8 novembre   | @ Phoenix       | V 126-115 | Goran Dragić (29)     | Hassan Whiteside (10) | Johnson, Winslow (5) | Talking Stick Resort Arena | 5 - 6   |
| 12    | 10 novembre  | @ Utah          | V 84-74   | Dion Waiters (21)     | Hassan Whiteside (20) | Goran Dragić (3)     | Vivint Smart Home Arena    | 6 - 6   |
| 13    | 12 novembre  | @ Détroit       | D 103-112 | Hassan Whiteside (20) | Hassan Whiteside (12) | Goran Dragić (7)     | Little Caesars Arena       | 6 - 7   |
| 14    | 15 novembre  | Washington      | D 93-102  | Goran Dragić (21)     | Hassan Whiteside (21) | Dion Waiters (5)     | American Airlines Arena    | 6 - 8   |
| 15    | 17 novembre  | @ Washington    | V 91-88   | Hassan Whiteside (22) | Hassan Whiteside (16) | Goran Dragić (7)     | Capital One Arena          | 7 - 8   |
| 16    | 19 novembre  | Indiana         | D 95-120  | Wayne Ellington (21)  | Hassan Whiteside (7)  | James Johnson (6)    | American Airlines Arena    | 7 - 9   |
| 17    | 22 novembre  | Boston          | V 104-98  | Goran Dragić (27)     | Hassan Whiteside (10) | Dion Waiters (6)     | American Airlines Arena    | 8 - 9   |
| 18    | 24 novembre  | @ Minnesota     | V 109-97  | Wayne Ellington (21)  | Hassan Whiteside (10) | James Johnson (8)    | Target Center              | 9 - 9   |
| 19    | 26 novembre  | @ Chicago       | V 100-93  | Goran Dragić (24)     | Hassan Whiteside (9)  | James Johnson (6)    | United Center              | 10 - 9  |
| 20    | 28 novembre  | @ Cleveland     | D 97-108  | Dion Waiters (21)     | Hassan Whiteside (14) | Dion Waiters (7)     | Quicken Loans Arena        | 10 - 10 |
| 21    | 29 novembre  | @ New York      | D 86-115  | Kelly Olynyk (18)     | Trois joueurs (5)     | Dion Waiters (8)     | Madison Square Garden      | 10 - 11 |

| Match | Date match   | Équipe           | Score     | Meilleur marqueur       | Meilleur rebondeur    | Meilleur passeur        | Lieux                   | Série   |
| ----- | ------------ | ---------------- | --------- | ----------------------- | --------------------- | ----------------------- | ----------------------- | ------- |
| 22    | 1er décembre | Charlotte        | V 105-100 | Josh Richardson (27)    | Justise Winslow (11)  | Kelly Olynyk (6)        | American Airlines Arena | 11 - 11 |
| 23    | 3 décembre   | Golden State     | D 95-123  | Goran Dragić (20)       | Kelly Olynyk (7)      | Kelly Olynyk (5)        | American Airlines Arena | 11 - 12 |
| 24    | 6 décembre   | @ San Antonio    | D 105-117 | Tyler Johnson (25)      | Kelly Olynyk (8)      | Dragić, Johnson (6)     | AT&T Center             | 11 - 13 |
| 25    | 9 décembre   | @ Brooklyn       | V 101-89  | Dragić, Johnson (20)    | Johnson, Dragić (7)   | Trois joueurs (3)       | Arena Ciudad de México  | 12 - 13 |
| 26    | 11 décembre  | @ Memphis        | V 107-82  | Goran Dragić (19)       | Quatre joueurs (5)    | Goran Dragić (5)        | FedEx Forum             | 13 - 13 |
| 27    | 13 décembre  | Portland         | D 95-102  | Wayne Ellington (24)    | James Johnson (10)    | James Johnson (8)       | American Airlines Arena | 13 - 14 |
| 28    | 15 décembre  | @ Charlotte      | V 104-98  | Ellington, Johnson (16) | Jordan Mickey (7)     | Goran Dragić (7)        | Spectrum Center         | 14 - 14 |
| 29    | 16 décembre  | L.A. Clippers    | V 90-85   | Josh Richardson (28)    | Johnson, Waiters (6)  | Kelly Olynyk (4)        | American Airlines Arena | 15 - 14 |
| 30    | 18 décembre  | @ Atlanta        | D 104-110 | Josh Richardson (26)    | Adebayo, Mickey (10)  | Olynyk, Waiters (5)     | Philips Arena           | 15 - 15 |
| 31    | 20 décembre  | @ Boston         | V 90-89   | Kelly Olynyk (32)       | Tyler Johnson (11)    | Richardson, Waiters (6) | TD Garden               | 16 - 15 |
| 32    | 22 décembre  | Dallas           | V 113-101 | Wayne Ellington (28)    | Edrice Adebayo (8)    | Trois joueurs (5)       | American Airlines Arena | 17 - 15 |
| 33    | 23 décembre  | Nouvelle-Orléans | D 94-109  | Tyler Johnson (20)      | Kelly Olynyk (8)      | Edrice Adebayo (4)      | American Airlines Arena | 17 - 16 |
| 34    | 26 décembre  | Orlando          | V 107-89  | Josh Richardson (20)    | Kelly Olynyk (12)     | Goran Dragić (6)        | American Airlines Arena | 18 - 16 |
| 35    | 29 décembre  | Brooklyn         | D 87-111  | Josh Richardson (19)    | Jordan Mickey (9)     | Goran Dragić (5)        | American Airlines Arena | 18 - 17 |
| 36    | 30 décembre  | @ Orlando        | V 117-111 | Tyler Johnson (31)      | Hassan Whiteside (13) | Goran Dragić (8)        | Amway Center            | 19 - 17 |

| Match | Date match | Équipe      | Score          | Meilleur marqueur     | Meilleur rebondeur      | Meilleur passeur       | Lieux                     | Série   |
| ----- | ---------- | ----------- | -------------- | --------------------- | ----------------------- | ---------------------- | ------------------------- | ------- |
| 37    | 3 janvier  | Détroit     | V 111-104      | Kelly Olynyk (25)     | Kelly Olynyk (13)       | Goran Dragić (13)      | American Airlines Arena   | 20 - 17 |
| 38    | 5 janvier  | New York    | V 107-103 (OT) | Wayne Ellington (24)  | Kelly Olynyk (10)       | Dragić, Johnson (6)    | American Airlines Arena   | 21 - 17 |
| 39    | 7 janvier  | Utah        | V 103-102      | Dragić, Johnson (16)  | James Johnson (11)      | Josh Richardson (7)    | American Airlines Arena   | 22 - 17 |
| 40    | 9 janvier  | @ Toronto   | V 90-89        | Goran Dragić (24)     | Adebayo, Whiteside (15) | Dragić, Richardson (4) | Centre Air Canada         | 23 - 17 |
| 41    | 10 janvier | @ Indiana   | V 114-106      | Goran Dragić (20)     | Hassan Whiteside (15)   | Goran Dragić (9)       | Bankers Life Fieldhouse   | 24 - 17 |
| 42    | 14 janvier | Milwaukee   | V 97-79        | Goran Dragić (25)     | Hassan Whiteside (10)   | James Johnson (8)      | American Airlines Arena   | 25 - 17 |
| 43    | 15 janvier | @ Chicago   | D 111-119      | Goran Dragić (22)     | Hassan Whiteside (8)    | Goran Dragić (9)       | United Center             | 25 - 18 |
| 44    | 17 janvier | @ Milwaukee | V 106-101      | Hassan Whiteside (27) | Hassan Whiteside (13)   | James Johnson (6)      | BMO Harris Bradley Center | 26 - 18 |
| 45    | 19 janvier | @ Brooklyn  | D 95-101       | Hassan Whiteside (22) | Hassan Whiteside (13)   | Josh Richardson (7)    | Barclays Center           | 26 - 19 |
| 46    | 20 janvier | @ Charlotte | V 106-105      | Wayne Ellington (26)  | Hassan Whiteside (14)   | James Johnson (7)      | Spectrum Center           | 27 - 19 |
| 47    | 22 janvier | @ Houston   | D 90-99        | Hassan Whiteside (22) | Hassan Whiteside (13)   | Johnson, Winslow (4)   | Toyota Center             | 27 - 20 |
| 48    | 25 janvier | Sacramento  | D 88-89        | Goran Dragić (23)     | Hassan Whiteside (14)   | Josh Richardson (5)    | American Airlines Arena   | 27 - 21 |
| 49    | 27 janvier | Charlotte   | V 95-91        | Josh Richardson (19)  | Edrice Adebayo (12)     | Kelly Olynyk (6)       | American Airlines Arena   | 28 - 21 |
| 50    | 29 janvier | @ Dallas    | V 95-88        | Hassan Whiteside (25) | Hassan Whiteside (14)   | James Johnson (6)      | American Airlines Center  | 29 - 21 |
| 51    | 31 janvier | @ Cleveland | D 89-91        | Goran Dragić (18)     | Justise Winslow (10)    | Goran Dragić (6)       | Quicken Loans Arena       | 29 - 22 |

| Match                  | Date match | Équipe             | Score          | Meilleur marqueur       | Meilleur rebondeur    | Meilleur passeur   | Lieux                   | Série   |
| ---------------------- | ---------- | ------------------ | -------------- | ----------------------- | --------------------- | ------------------ | ----------------------- | ------- |
| 52                     | 2 février  | @ Philadelphie     | D 97-103       | Kelly Olynyk (19)       | Edrice Adebayo (13)   | Edrice Adebayo (6) | Wells Fargo Center      | 29 - 23 |
| 53                     | 3 février  | @ Détroit          | D 107-111      | Goran Dragić (33)       | Kelly Olynyk (8)      | James Johnson (7)  | Little Caesars Arena    | 29 - 24 |
| 54                     | 5 février  | Orlando            | D 109-111      | Josh Richardson (20)    | Hassan Whiteside (14) | Goran Dragić (7)   | American Airlines Arena | 29 - 25 |
| 55                     | 7 février  | Houston            | D 101-109      | Dragić, Richardson (30) | Hassan Whiteside (17) | Goran Dragić (6)   | American Airlines Arena | 29 - 26 |
| 56                     | 9 février  | Milwaukee          | V 91-85        | Tyler Johnson (19)      | Hassan Whiteside (16) | Trois joueurs (3)  | American Airlines Arena | 30 - 26 |
| 57                     | 13 février | @ Toronto          | D 112-115      | Goran Dragić (28)       | Dwyane Wade (11)      | Dwyane Wade (6)    | Centre Air Canada       | 30 - 27 |
| 58                     | 14 février | @ Philadelphie     | D 102-104      | James Johnson (22)      | Hassan Whiteside (10) | Tyler Johnson (6)  | Wells Fargo Center      | 30 - 28 |
| NBA All-Star Game 2018 |            |                    |                |                         |                       |                    |                         |         |
| 59                     | 23 février | @ Nouvelle-Orléans | D 123-124 (OT) | Goran Dragić (30)       | Hassan Whiteside (16) | Goran Dragić (8)   | Smoothie King Center    | 30 - 29 |
| 60                     | 24 février | Memphis            | V 115-89       | Tyler Johnson (23)      | Hassan Whiteside (8)  | Goran Dragić (8)   | American Airlines Arena | 31 - 29 |
| 61                     | 27 février | Philadelphie       | V 102-101      | Dwyane Wade (27)        | Hassan Whiteside (11) | Goran Dragić (5)   | American Airlines Arena | 32 - 29 |

| Match | Date match | Équipe          | Score           | Meilleur marqueur       | Meilleur rebondeur      | Meilleur passeur       | Lieux                   | Série   |
| ----- | ---------- | --------------- | --------------- | ----------------------- | ----------------------- | ---------------------- | ----------------------- | ------- |
| 62    | 1er mars   | L.A. Lakers     | D 113-131       | Dwyane Wade (25)        | Edrice Adebayo (10)     | Goran Dragić (7)       | American Airlines Arena | 32 - 30 |
| 63    | 3 mars     | Détroit         | V 105-96        | Olynyk, Richardson (17) | Hassan Whiteside (19)   | Goran Dragić (5)       | American Airlines Arena | 33 - 30 |
| 64    | 5 mars     | Phoenix         | V 125-103       | Hassan Whiteside (24)   | Hassan Whiteside (14)   | Kelly Olynyk (8)       | American Airlines Arena | 34 - 30 |
| 65    | 6 mars     | @ Washington    | D 113-117 (OT)  | Dwyane Wade (22)        | Kelly Olynyk (9)        | Dwyane Wade (6)        | Capital One Arena       | 34 - 31 |
| 66    | 8 mars     | Philadelphie    | V 108-99        | Hassan Whiteside (26)   | Hassan Whiteside (8)    | Goran Dragić (7)       | American Airlines Arena | 35 - 31 |
| 67    | 10 mars    | Washington      | V 129-102       | James Johnson (20)      | Kelly Olynyk (11)       | James Johnson (5)      | American Airlines Arena | 36 - 31 |
| 68    | 12 mars    | @ Portland      | D 99-115        | Goran Dragić (23)       | Justise Winslow (13)    | Kelly Olynyk (7)       | Moda Center             | 36 - 32 |
| 69    | 14 mars    | @ Sacramento    | D 119-123 (OT)  | Goran Dragić (33)       | Edrice Adebayo (16)     | James Johnson (7)      | Golden 1 Center         | 36 - 33 |
| 70    | 16 mars    | @ L.A. Lakers   | V 92-91         | Goran Dragić (30)       | Richardson, Adebayo (8) | James Johnson (5)      | Staples Center          | 37 - 33 |
| 71    | 19 mars    | Denver          | V 149-141 (2OT) | James Johnson (31)      | James Johnson (11)      | Goran Dragić (8)       | American Airlines Arena | 38 - 33 |
| 72    | 21 mars    | New York        | V 119-98        | T. Johnson, Olynyk (22) | J. Johnson, Olynyk (5)  | Kelly Olynyk (10)      | American Airlines Arena | 39 - 33 |
| 73    | 23 mars    | @ Oklahoma City | D 99-105        | James Johnson (23)      | Edrice Adebayo (7)      | Dragić, Richardson (5) | Chesapeake Energy Arena | 39 - 34 |
| 74    | 25 mars    | @ Indiana       | D 107-113       | Tyler Johnson (19)      | J. Johnson, Olynyk (9)  | Kelly Olynyk (9)       | Bankers Life Fieldhouse | 39 - 35 |
| 75    | 27 mars    | Cleveland       | V 98-79         | Kelly Olynyk (19)       | J. Johnson, Winslow (9) | J. Johnson, Dragić (5) | American Airlines Arena | 40 - 35 |
| 76    | 29 mars    | Chicago         | V 103-92        | Josh Richardson (22)    | Justise Winslow (9)     | Goran Dragić (5)       | American Airlines Arena | 41 - 35 |
| 77    | 31 mars    | Brooklyn        | D 109-110       | Dragić, J. Johnson (18) | Dragić, Olynyk (8)      | James Johnson (5)      | American Airlines Arena | 41 - 36 |

| Match | Date match | Équipe        | Score          | Meilleur marqueur       | Meilleur rebondeur    | Meilleur passeur         | Lieux                   | Série   |
| ----- | ---------- | ------------- | -------------- | ----------------------- | --------------------- | ------------------------ | ----------------------- | ------- |
| 78    | 3 avril    | Atlanta       | V 101-98       | Goran Dragić (22)       | Hassan Whiteside (12) | J. Johnson, Wade (6)     | American Airlines Arena | 42 - 36 |
| 79    | 4 avril    | @ Atlanta     | V 115-86       | Olynyk, Richardson (22) | Hassan Whiteside (13) | Olynyk, Winslow (5)      | Philips Arena           | 43 - 36 |
| 80    | 6 avril    | @ New York    | D 98-122       | Goran Dragić (15)       | Hassan Whiteside (6)  | J. Johnson, McGruder (4) | Madison Square Garden   | 43 - 37 |
| 81    | 9 avril    | Oklahoma City | D 93-115       | Josh Richardson (18)    | Justise Winslow (9)   | Goran Dragić (7)         | American Airlines Arena | 43 - 38 |
| 82    | 11 avril   | Toronto       | V 116-109 (OT) | Wayne Ellington (32)    | Hassan Whiteside (12) | Olynyk, Richardson (5)   | American Airlines Arena | 44 - 38 |

### Playoffs
| Playoffs Total: 1-4 (Domicile : 0-2 ; Extérieur : 1-2) |

| Match | Date match | Équipe         | Score     | Meilleur marqueur | Meilleur rebondeur                 | Meilleur passeur    | Lieux Spectateurs       | Série |
| ----- | ---------- | -------------- | --------- | ----------------- | ---------------------------------- | ------------------- | ----------------------- | ----- |
| 1     | 14 avril   | @ Philadelphie | D 103-130 | Kelly Olynyk (26) | Kelly Olynyk & Justise Winslow (7) | Justise Winslow (5) | Wells Fargo Center      | 0 - 1 |
| 2     | 16 avril   | @ Philadelphie | V 113-103 | Dwyane Wade (28)  | James Johnson & Dwyane Wade (7)    | Kelly Olynyk (6)    | Wells Fargo Center      | 1 - 1 |
| 3     | 19 avril   | Philadelphie   | D 108-128 | Goran Dragic (23) | Justise Winslow (10)               | Goran Dragic (8)    | American Airlines Arena | 1 - 2 |
| 4     | 21 avril   | Philadelphie   | D 102-106 | Dwyane Wade (25)  | Hassan Whiteside (13)              | Josh Richardson (7) | American Airlines Arena | 1 - 3 |
| 5     | 24 avril   | @ Philadelphie | D 91-104  | Kelly Olynyk (18) | Kelly Olynyk (8)                   | Kelly Olynyk (7)    | Wells Fargo Center      | 1 - 4 |

### Confrontations en saison régulière
| Conférence Est      | Conférence Est                               | Conférence Est                               | Conférence Est                               | Conférence Est                               | Conférence Ouest                             | Conférence Ouest                             | Conférence Ouest                             |
| Division Atlantique | Division Atlantique                          | Division Atlantique                          | Division Atlantique                          | Division Atlantique                          | Division Nord-Ouest                          | Division Nord-Ouest                          | Division Nord-Ouest                          |
| Équipe              | Domicile                                     | Domicile                                     | Extérieur                                    | Extérieur                                    | Équipe                                       | Domicile                                     | Extérieur                                    |
| ------------------- | -------------------------------------------- | -------------------------------------------- | -------------------------------------------- | -------------------------------------------- | -------------------------------------------- | -------------------------------------------- | -------------------------------------------- |
| Boston              | 90-96                                        | 104-98                                       | 90-89                                        |                                              | Denver                                       | 149-141 (2OT)                                | 94-95                                        |
| Brooklyn            | 87-111                                       | 109-110                                      | 101-89                                       | 95-101                                       | Minnesota                                    | 122-125 (OT)                                 | 109-97                                       |
| New York            | 107-103 (OT)                                 | 119-98                                       | 86-115                                       | 98-122                                       | Oklahoma City                                | 93-115                                       | 99-105                                       |
| Philadelphie        | 102-101                                      | 108-99                                       | 97-103                                       | 102-104                                      | Portland                                     | 95-102                                       | 99-115                                       |
| Toronto             | 116-109 (OT)                                 |                                              | 90-89                                        | 112-115                                      | Utah                                         | 103-102                                      | 84-74                                        |
|                     | 6–3                                          | 6–3                                          | 3–6                                          | 3–6                                          |                                              | 2–3                                          | 2–3                                          |
| Division            | 9–9                                          | 9–9                                          | 9–9                                          | 9–9                                          | Division                                     | 4–6                                          | 4–6                                          |
| Division Centrale   | Division Centrale                            | Division Centrale                            | Division Centrale                            | Division Centrale                            | Division Pacifique                           | Division Pacifique                           | Division Pacifique                           |
| Équipe              | Domicile                                     | Domicile                                     | Extérieur                                    | Extérieur                                    | Équipe                                       | Domicile                                     | Extérieur                                    |
| Chicago             | 97-91                                        | 103-92                                       | 100-93                                       | 111-119                                      | Golden State                                 | 95-123                                       | 80-97                                        |
| Cleveland           | 98-79                                        |                                              | 97-108                                       | 89-91                                        | L.A. Clippers                                | 90-85                                        | 104-101                                      |
| Detroit             | 111-104                                      | 105-96                                       | 103-112                                      | 107-111                                      | L.A. Lakers                                  | 131-131                                      | 92-91                                        |
| Indiana             | 112-108                                      | 95-120                                       | 114-106                                      | 107-113                                      | Phoenix                                      | 125-103                                      | 126-115                                      |
| Milwaukee           | 97-79                                        | 91-85                                        | 106-101                                      |                                              | Sacramento                                   | 88-89                                        | 119-123 (OT)                                 |
|                     | 8–1                                          | 8–1                                          | 3–6                                          | 3–6                                          |                                              | 2–3                                          | 3–2                                          |
| Division            | 11–7                                         | 11–7                                         | 11–7                                         | 11–7                                         | Division                                     | 5–5                                          | 5–5                                          |
| Division Sud-Est    | Division Sud-Est                             | Division Sud-Est                             | Division Sud-Est                             | Division Sud-Est                             | Division Sud-Ouest                           | Division Sud-Ouest                           | Division Sud-Ouest                           |
| Équipe              | Domicile                                     | Domicile                                     | Extérieur                                    | Extérieur                                    | Équipe                                       | Domicile                                     | Extérieur                                    |
| Atlanta             | 104-93                                       | 101-98                                       | 104-110                                      | 115-86                                       | Dallas                                       | 113-101                                      | 95-88                                        |
| Charlotte           | 105-100                                      | 95-91                                        | 104-98                                       | 106-105                                      | Houston                                      | 101-109                                      | 90-99                                        |
|                     |                                              |                                              |                                              |                                              | Memphis                                      | 115-89                                       | 107-82                                       |
| Orlando             | 107-89                                       | 109-111                                      | 109-116                                      | 117-111                                      | New Orleans                                  | 94-109                                       | 123-124 (OT)                                 |
| Washington          | 93-102                                       | 129-102                                      | 91-88                                        | 113-117 (OT)                                 | San Antonio                                  | 100-117                                      | 105-117                                      |
|                     | 6–2                                          | 6–2                                          | 5–2                                          | 5–2                                          |                                              | 2–3                                          | 2–4                                          |
| Division            | 11–4                                         | 11–4                                         | 11–4                                         | 11–4                                         | Division                                     | 4–7                                          | 4–7                                          |
| Conférence          | 31–20 (Domicile : 20–6 ; Extérieur : 11–14)  | 31–20 (Domicile : 20–6 ; Extérieur : 11–14)  | 31–20 (Domicile : 20–6 ; Extérieur : 11–14)  | 31–20 (Domicile : 20–6 ; Extérieur : 11–14)  | Conférence                                   | 13–18 (Domicile : 6–9 ; Extérieur : 7–9)     | 13–18 (Domicile : 6–9 ; Extérieur : 7–9)     |
| Total               | 44–38 (Domicile : 26–15 ; Extérieur : 18–23) | 44–38 (Domicile : 26–15 ; Extérieur : 18–23) | 44–38 (Domicile : 26–15 ; Extérieur : 18–23) | 44–38 (Domicile : 26–15 ; Extérieur : 18–23) | 44–38 (Domicile : 26–15 ; Extérieur : 18–23) | 44–38 (Domicile : 26–15 ; Extérieur : 18–23) | 44–38 (Domicile : 26–15 ; Extérieur : 18–23) |

## Effectif
| Heat de Miami Effectif en fin de saison régulière  |    |                        |                        |                |
| Entraîneur : Erik Spoelstra                        |    |                        |                        |                |
| Pivot                                              | 13 | Drapeau des États-Unis | Edrice Adebayo         | Kentucky       |
| Ailier                                             | 22 | Drapeau des États-Unis | Luke Babbitt           | Nevada         |
| Meneur                                             | 7  | Drapeau de la Slovénie | Goran Dragić           | Slovénie       |
| Arrière                                            | 2  | Drapeau des États-Unis | Wayne Ellington        | North Carolina |
| Ailier fort                                        | 40 | Drapeau des États-Unis | Udonis Haslem          | Floride        |
| Ailier, Ailier fort                                | 16 | Drapeau des États-Unis | James Johnson          | Wake Forest    |
| Arrière                                            | 8  | Drapeau des États-Unis | Tyler Johnson          | Fresno State   |
| Ailier                                             | 5  | Drapeau des États-Unis | Derrick Jones Jr. (TW) | UNLV           |
| Meneur                                             | 17 | Drapeau des États-Unis | Rodney McGruder        | Kansas State   |
| Ailier fort                                        | 25 | Drapeau des États-Unis | Jordan Mickey          | LSU            |
| Ailier fort, Pivot                                 | 9  | Drapeau du Canada      | Kelly Olynyk           | Gonzaga        |
| Arrière                                            | 0  | Drapeau des États-Unis | Josh Richardson        | Tennessee      |
| Arrière                                            | 3  | Drapeau des États-Unis | Dwyane Wade            | Marquette      |
| Arrière                                            | 11 | Drapeau des États-Unis | Dion Waiters           | Syracuse       |
| Meneur                                             | 14 | Drapeau des États-Unis | Derrick Walton (TW)    | Michigan       |
| Pivot                                              | 21 | Drapeau des États-Unis | Hassan Whiteside       | Marshall       |
| Ailier                                             | 20 | Drapeau des États-Unis | Justise Winslow        | Duke           |
| (C) - Capitaine, (TW) - Two-way contract, - Blessé |    |                        |                        |                |

## Transactions

### Échanges
| 7 juillet 2017 | A Heat de MiamiA.J. Hammons | A Mavericks de DallasJosh McRoberts Futur second tour de Draft Compensation financière |
| 8 février 2018 | A Heat de MiamiLuke Babbitt | A Hawks d'AtlantaOkaro White                                                           |
| 8 février 2018 | A Heat de MiamiDwyane Wade  | A Cavaliers de ClevelandSecond tour de draft 2024 (protégé)                            |

### Joueurs qui re-signent
| Date       | Joueur        | Contrat                            |
| ---------- | ------------- | ---------------------------------- |
| 07/07/2017 | Dion Waiters  | Contrat de 52 000 000 $ sur 4 ans. |
| 07/07/2017 | James Johnson | Contrat de 43 300 000 $ sur 3 ans. |
| 20/07/2017 | Udonis Haslem | Contrat de 2 300 000 $ sur 1 an.   |

### Options dans les contrats
| Date       | Joueur          | Option                                                                    |
| ---------- | --------------- | ------------------------------------------------------------------------- |
| 19/09/2017 | Justise Winslow | Miami exerce son option d'équipe de 3 440 000 $ pour la saison 2018-2019. |

### Arrivés
| Date       | Joueur         | Contrat                           | Provenance                  |
| ---------- | -------------- | --------------------------------- | --------------------------- |
| 01/07/2017 | Edrice Adebayo | Contrat de 5 450 000 $ sur 2 ans  | Wildcats du Kentucky (NCAA) |
| 07/07/2017 | Kelly Olynyk   | Contrat de 50 000 000 $ sur 4 ans | Celtics de Boston           |
| 24/07/2017 | Matt Williams  | Contrat de 816,000 $ sur 1 an     | Knights d'UCF (NCAA)        |
| 20/08/2017 | Jordan Mickey  | Contrat de 1 500 000 $ sur 1 an   | Celtics de Boston           |

#### Two-way contract
| Date       | Joueur            | Provenance                              |
| ---------- | ----------------- | --------------------------------------- |
| 24/07/2017 | Derrick Walton    | Wolverines du Michigan (NCAA)           |
| 15/10/2017 | Matt Williams     | Heat de Miami                           |
| 31/12/2017 | Derrick Jones Jr. | Suns de Northern Arizona (NBA G League) |

### Départs
| Date       | Joueur        | Raison départ                   | Nouvelle équipe ¹                      |
| ---------- | ------------- | ------------------------------- | -------------------------------------- |
| 01/07/2017 | Luke Babbitt  | Agent libre                     | Hawks d'Atlanta                        |
| 01/07/2017 | Willie Reed   | Agent libre                     | Clippers de Los Angeles                |
| 04/07/2017 | Chris Bosh    | Coupé pour des raisons de santé |                                        |
| 31/12/2017 | Matt Williams | Coupé                           | Skyforce de Sioux Falls (NBA G League) |
| 08/02/2018 | A.J. Hammons  | Coupé                           |                                        |

¹ Il s'agit de l’équipe pour laquelle le joueur a signé après son départ, il a pu entre-temps changer d'équipe ou encore de pays.

#### Non retenu après les camps entraînements
| Date       | Joueur          | Nouvelle équipe                        |
| ---------- | --------------- | -------------------------------------- |
| 12/10/2017 | Larry Drew II   | Skyforce de Sioux Falls (NBA G League) |
| 14/10/2017 | DeAndre Liggins | Bucks de Milwaukee                     |
| 14/10/2017 | Erik McCree     | Skyforce de Sioux Falls (NBA G League) |
| 14/10/2017 | Tony Mitchell   | Skyforce de Sioux Falls (NBA G League) |
| 15/10/2017 | Matt Williams   | Heat de Miami                          |

### Joueurs "agents libres" à la fin de la saison
| Joueur          | Fin de saison |
| --------------- | ------------- |
| Luke Babbitt    | Agent libre   |
| Wayne Ellington | Agent libre   |
| Udonis Haslem   | Agent libre   |
| Dwyane Wade     | Agent libre   |

## Récompenses
| Date        | Joueur         | Récompense                                   |
| ----------- | -------------- | -------------------------------------------- |
| 27 novembre | Goran Dragić   | Joueur de la semaine dans la conférence Est. |
| 15 janvier  | Goran Dragić   | Joueur de la semaine dans la conférence Est. |
| Janvier     | Erik Spoelstra | Entraîneur du mois dans la conférence Est.   |